# Almaz

Disegno di una stazione spaziale Almaz

Il programma Almaz (in russo Алмаз? - "Diamante") fu un programma spaziale sovietico segreto, atto alla messa in orbita di stazioni spaziali (dette anche OPS, Orbital Piloted Stations) dedicate allo spionaggio militare iniziato nei primi anni 60
Tra il 1973 ed il 1976 furono lanciate tre stazioni in orbita con a bordo personale militare: Saljut 2, Saljut 3 e Saljut 5. Per nascondere la natura militare dei lanci, vennero dichiarati come facenti parte del programma civile Saljut.
La Saljut 2 (Almaz 1) subì un'avaria e decadde in atmosfera senza essere mai abitata, le successive due stazioni portarono a termine con successo la missione.
Dopo il lancio della Saljut 5, il Ministero della Difesa sovietico ritenne che i vantaggi derivanti dall'utilizzo di stazioni spaziali abitate per lo spionaggio fossero superati dai nuovi satelliti spia e il programma venne terminato. Tuttavia, dall'esperienza acquisita con il programma Almaz, furono sviluppati diversi veicoli spaziali di supporto: la navicella VA, il Functional Cargo Block e la navicella spaziale TKS, destinate ad essere utilizzate con diverse configurazioni. Ad oggi, l'eredità derivante dal progetto Almaz si può riscontrare nel modulo Zarja facente parte della stazione spaziale ISS.

## Sviluppo
Lo sviluppo del programma Almaz fu caldeggiato da Vladimir Nikolaevič Čelomej dell'OKB-52 come risposta alla stazione spaziale statunitense Manned Orbiting Laboratory, ampiamente pubblicizzata dalla stampa americana nei primi anni 60 del XX secolo, pubblicità che fornì a Čelomej molto materiale utilizzato per fare pressione sul governo sovietico affinché realizzasse una risposta a quella che era vista come una minaccia all'URSS.
Il programma spaziale Almaz prevedeva lo sviluppo di tre principali componenti:
- Il modulo orbitale pilotato (Orbital Piloted Station OPS 11F71), che rappresentava la stazione spaziale in sé[1].
- il Functional Cargo Block (FGB 11F77) da utilizzare come navetta da rifornimento[2].
- la navicella VA (11F74, conosciuta in occidente come navetta Merkur) da utilizzare come modulo di lancio e di rientro[2], riusabile fino a 10 volte.

Il modulo orbitale pilotato doveva avere un diametro massimo di 4,15 metri, una massa di 20 tonnellate e un ambiente abitabile di 47,5 metri cubi.
Proprio come il Manned Orbiting Laboratory, il progetto iniziale prevedeva la messa in orbita di un equipaggio composto da tre individui tramite il lanciatore Proton UR-500. Altra analogia con il progetto americano si riscontrava nella modalità di accesso al modulo orbitale, che avveniva attraverso un portello nello scudo termico posto nella parte inferiore della navicella VA. L'equipaggio sarebbe rimasto in orbita per un periodo di tempo compreso tra 30 e 60 giorni e successivamente avrebbe toccato terra utilizzando sempre la capsula VA.
A differenza del progetto americano, l'Almaz fu studiato per ospitare diversi equipaggi e per essere agevolmente rifornito e proprio per questi motivi venne realizzata la navicella spaziale TKS, che consisteva nell'accoppiata tra un Functional Cargo Block e una navicella VA sempre messi in orbita da un vettore Proton. Sul modulo orbitale era presente un portello che permetteva l'ingresso del nuovo equipaggio, una volta che il vecchio equipaggio fosse entrato nella capsula di rientro.
Successivamente il progetto statunitense venne annullato nel 1969, mentre quello sovietico fu portato avanti e integrato nel programma Saljut. Furono realizzati tre moduli orbitali, due dei quali posti in orbita con successo. Tuttavia, a causa dei ritardi nella progettazione della capsula di rientro, i moduli vennero posti in orbita senza la navicella VA e l'equipaggio fu poi portato a bordo tramite il vettore Sojuz con un veicolo spaziale Sojuz modificato.
Inizialmente si dispose che le missioni in orbita dovevano durare tre mesi, ma solo due equipaggi riuscirono a portare a termine il compito, mentre un terzo rimase nel modulo solo parzialmente rispetto ai tempi previsti. I rifornimenti tramite la navicella spaziale TKS non furono mai effettuati durante il programma. Comunque la tecnologia del progetto Almaz fu sviluppata e divenne la base del Programma Sojuz.

### Misure di difesa
Oltre alle attrezzature di ricognizione e spionaggio, l'Almaz fu equipaggiata anche con un cannone automatico a fuoco rapido da 23 mm (versione modificata di un Nudelman-Rikhter NR-23) montato nella parte inferiore del ventre del modulo e capace di una potenza di fuoco pari a 1800-2000 colpi al minuto. Il cannone venne testato solo alla fine della missione e, siccome era montato in configurazione fissa, era necessario far ruotare l'intero modulo per poter affrontare eventuali minacce.
La Saljut 3/OPS-2 eseguì con successo un test del cannone, ma fu effettuato senza equipaggio a bordo per evitare problemi derivanti dalle vibrazioni prodotte dalle detonazioni.
L'OPS-4 aveva al posto del cannone due razzi, ma questo sistema non venne mai reso pubblico e non si conosce il livello di sviluppo anche se venne testato sperimentalmente.

## OPSOrbital Piloted Stations
Tre moduli Almaz furono realizzati e volarono all'interno del Programma Saljut: Saljut 2 (OPS-1), Saljut 3 (OPS-2) e Saljut 5 (OPS-3). Cinque equipaggi furono portati in orbita verso i moduli OPS-2 e OPS-3, ma solo tre riuscirono a raggiungere i moduli e sono 2 equipaggi riuscirono a completare la missione assegnata. In totale, i tre equipaggi, abitarono i moduli per un totale di 81 giorni, dopodiché il programma venne terminato.
Dopo la cancellazione del programma, furono realizzati altri sette moduli: OPS-4, Almaz-205, Almaz-206, Almaz-T, Almaz-T2 (Kosmos 1870), Almaz-1 e Almaz-2. Almaz-T2 e Almaz-1 furono riutilizzati con successo come satelliti radar. Gli scafi parzialmente attrezzati di Almaz-205 e Almaz-206 sono oggi proprietà di Excalibur Almaz, una società che prevede di lanciare queste stazioni spaziali come equipaggio.

### Stazioni spaziali Almaz poste in orbita

#### OPS-1 (Saljut 2)
La prima stazione Almaz (OPS-1 o Almaz 101,1), annunciata come Saljut 2, fu lanciata il 3 aprile 1973. Ai fini di segretezza militare, fu pubblicamente designata Saljut 2 al raggiungimento dell'orbita. Un equipaggio era pronto a volare verso la stazione, ma un incidente accaduto giorni dopo il lancio rese l'OPS-1 depressurizzato e disabitato.

#### OPS-2 (Saljut 3)
OPS-2 (o Almaz 101.2), annunciata come Saljut 3, fu lanciata il 25 giugno 1974. L'equipaggio della navicella Soyuz 14 trascorse 15 giorni a bordo della stazione nel mese di luglio 1974. Una seconda spedizione fu lanciata verso OPS-2 nel mese di agosto 1974 ma non riuscì a raggiungere la stazione. La stazione eseguì con successo un test da remoto aprendo il fuoco con il cannone di bordo contro un satellite bersaglio mentre la stazione era disabitata. Saljut-3 precipitò nel gennaio del 1975.

#### OPS-3 (Saljut 5)
OPS-3 (o Almaz 103), annunciata dopo il lancio come Saljut 5, entrò in orbita il 22 giugno 1976. Fu visitata da due equipaggi a metà del 1976 e la fine del 1977. Saljut 5 rientrò in atmosfera l'8 agosto 1977 e andò distrutta.

### Stazioni spaziali Almaz non poste in orbita

#### OPS-4
La stazione successiva Almaz, OPS-4, doveva essere la prima stazione equipaggiata con un radar ad apertura sintetica e con un veicolo per il rientro dell'equipaggio, ma questo venne sostituito con un secondo portello di attracco per il TKS. Come sistema di difesa fu ipotizzato un cannone Shchit-1 da 23 mm, ma venne sostituito con un Shchit-2 appositamente realizzato per funzionare nello spazio comunque nessuna fotografia di esso è mai stata resa pubblica e non sembra che questo sistema sia stato mai installato sulla stazione. OPS-4 era a terra quando il programma con equipaggio Almaz fu annullato.

## Almaz-T (senza equipaggio)

Satellite radar Almaz (basato sul modulo spaziale Almaz).

A seguito della soppressione del programma, la stazione Almaz venne riconfigurata come satellite radar da ricognizione senza pilota. Tre satelliti furono realizzati e lanciati, ma solo due furono collocati con successo in orbita.

### Almaz-T
Il primo Almaz-T decollò da Baikonur il 29 ottobre, 1986. Non raggiunse l'orbita a causa del fallimento nella separazione del primo e secondo stadio del vettore Proton. Il sistema di sicurezza quindi distrusse il veicolo.

### Almaz-T2 (Kosmos 1870)
Il 25 luglio 1987 Almaz-T2, la seconda navicella Almaz-T, raggiunse con successo l'orbita con un'inclinazione 71.92 gradi verso l'Equatore ed è stato ufficialmente identificato come Kosmos-1870. La sonda ha funzionato per due anni, fornendo immagini radar con una risoluzione fino a 25 metri, fino a quando è stato distrutto il 30 luglio 1989.

### Almaz-1
Il terzo satellite Almaz-T fu lanciato il 31 marzo 1991 sotto il nome di Almaz-1. Dopo il lancio si riscontrò un malfunzionamento dell'antenna predisposta ad inviare a terra le immagini riprese. Inoltre uno dei pannelli solari non riuscì a dispiegarsi del tutto e interferendo così con i pannelli radar del mezzo. Dopo 18 mesi di lavoro Almaz-1 è stato fatto rientrare in orbita il 17 ott, 1992 sopra l'Oceano Pacifico.

### Almaz-2
Non volò mai. Aveva un nuovo radar che avrebbe fornito una risoluzione da 5 a 7 metri. Inoltre, un sistema ottico-elettronico sulla stazione sarebbe stata in grado di produrre immagini con una risoluzione di 2,5 - 4 metri.

## Eredità
Le nozioni tecniche del programma Almaz sono tuttora utilizzate, per esempio nella Stazione spaziale internazionale.

### Nuclei DOS
I nuclei DOS erano basati sul disegno della Almaz-OPS, ottenuti dall'ufficio (OKB-1) di Sergej Pavlovič Korolëv combinando l'Almaz-OPS con i sottosistemi Sojuz. L'OKB-1 era a quel tempo in concorrenza con il progettista della Almaz, Vladimir Čelomej del OKB-52, fu quindi in grado di ridurre il tempo di sviluppo per la prima stazione spaziale e battere OKB-52.
I nuclei per stazione spaziale DOS derivati dal disegno della carena Almaz-OPS sono:
- DOS-1, che costituì la base per la Saljut 1, nel 1971.
- DOS-5 e DOS-6, le basi per i Saljut 6 e Saljut 7.
- DOS-7, base per il core module della Mir
- DOS-8, base per il modulo Zvezda, per la ISS.